# Pfingstfenster (Champeaux)

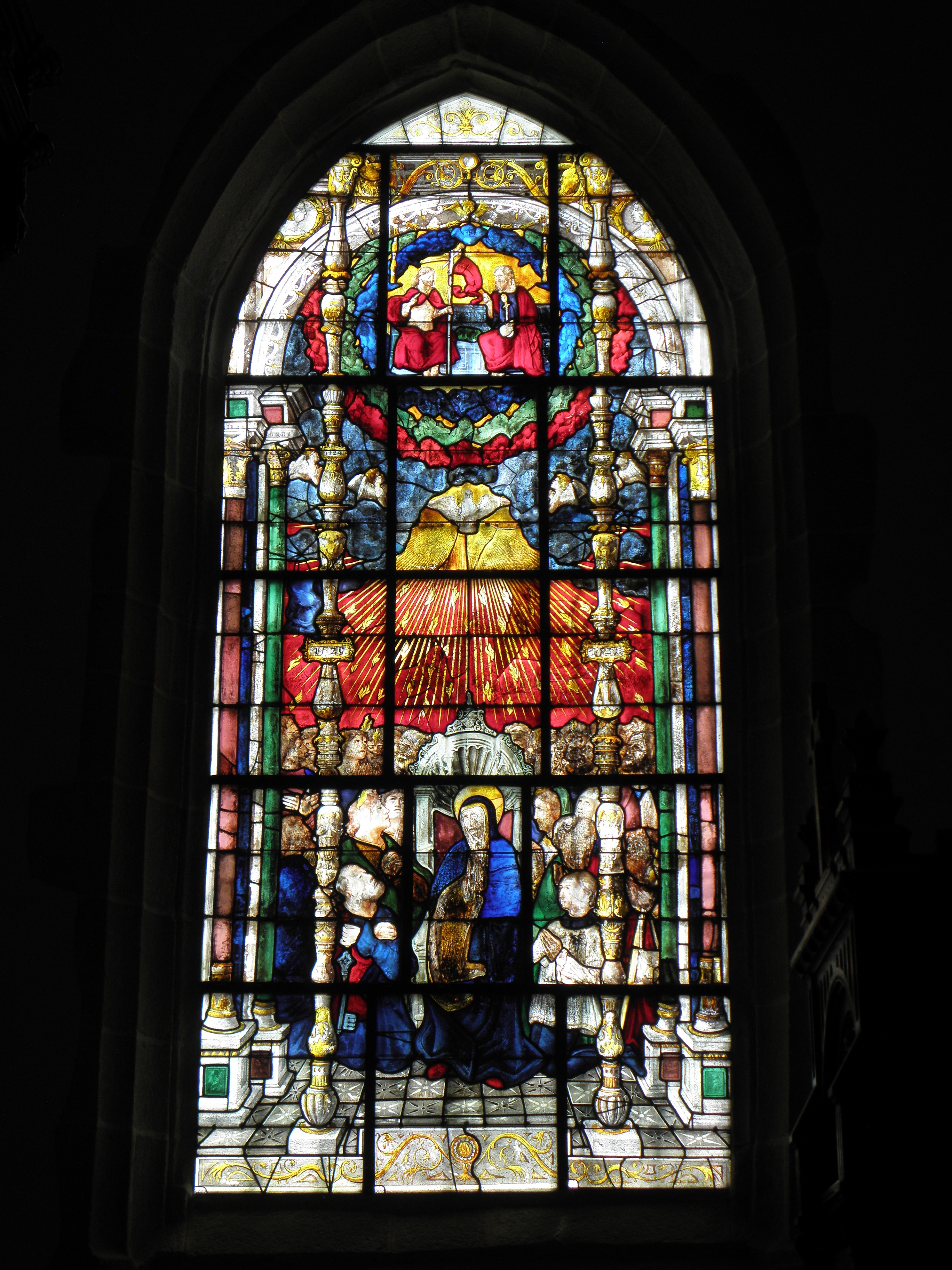
Pfingstfenster in Champeaux

Das Pfingstfenster in der ehemaligen Stiftskirche Ste-Marie-Madeleine in Champeaux, einer französischen Gemeinde im Département Ille-et-Vilaine in der Region Bretagne, wurde in der ersten Hälfte des 16. Jahrhunderts geschaffen. Das Bleiglasfenster wurde 1907 als Monument historique in die Liste der denkmalgeschützten Objekte (Base Palissy) in Frankreich aufgenommen.
Das Fenster in der Kapelle Saint-Jacques stammt aus einer unbekannten Werkstatt. Es wurde vom Chorherrn Jean Masure gestiftet. Der Stifter wird rechts unten kniend vor der auf einem Thron sitzenden Muttergottes dargestellt. Links von Maria kniet der Apostel Petrus mit dem „Schlüssel zum Himmelreich“. Im oberen Teil des Fensters sind Gottvater und Jesus Christus zu sehen, darunter ist der Heilige Geist als Taube dargestellt.
In der Mitte des Fensters wird das Pfingstfest mit der Aussendung des heiligen Geistes dargestellt.

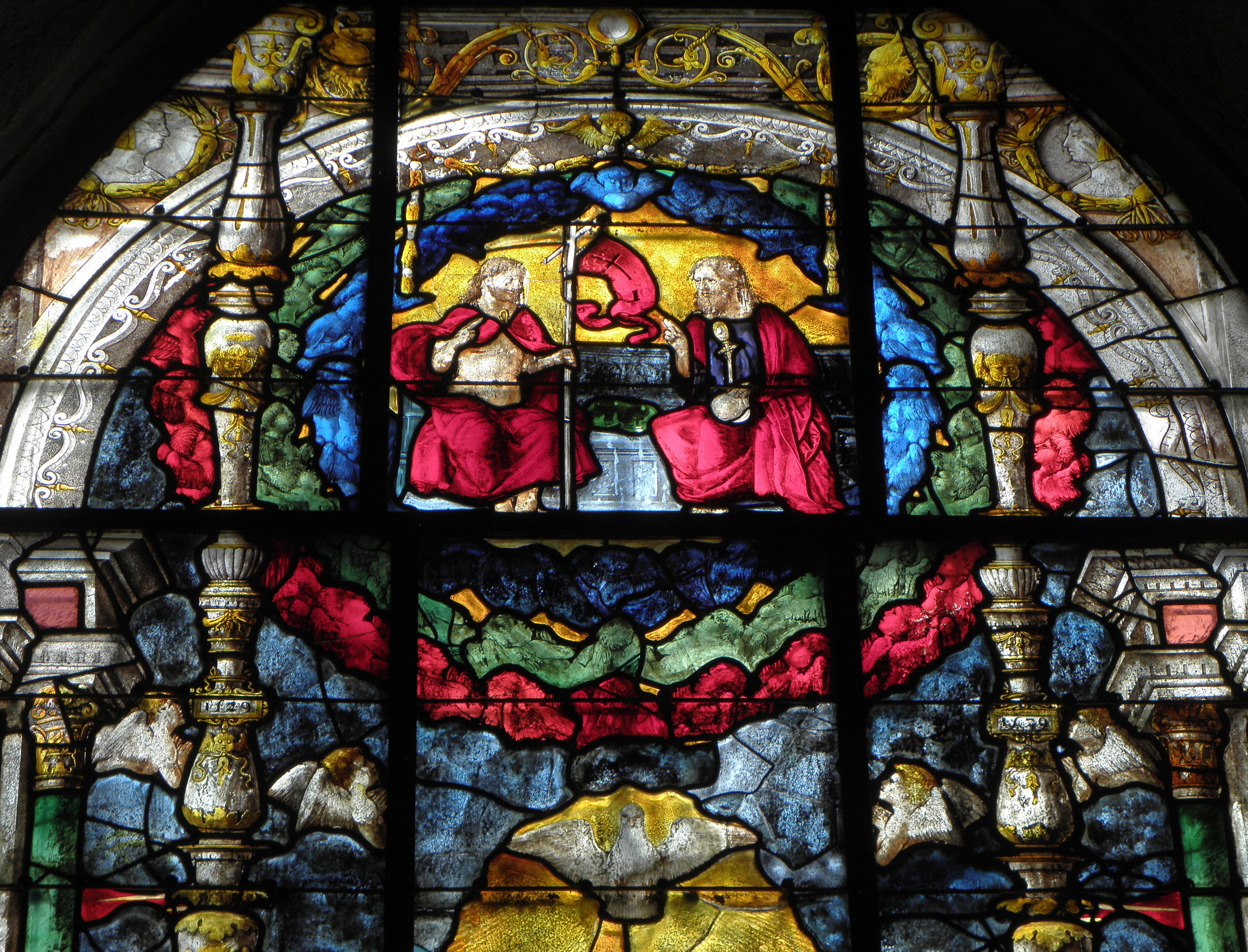
Gottvater (rechts) und Jesus (links), darunter die Taube als Symbol des Heiligen Geistes
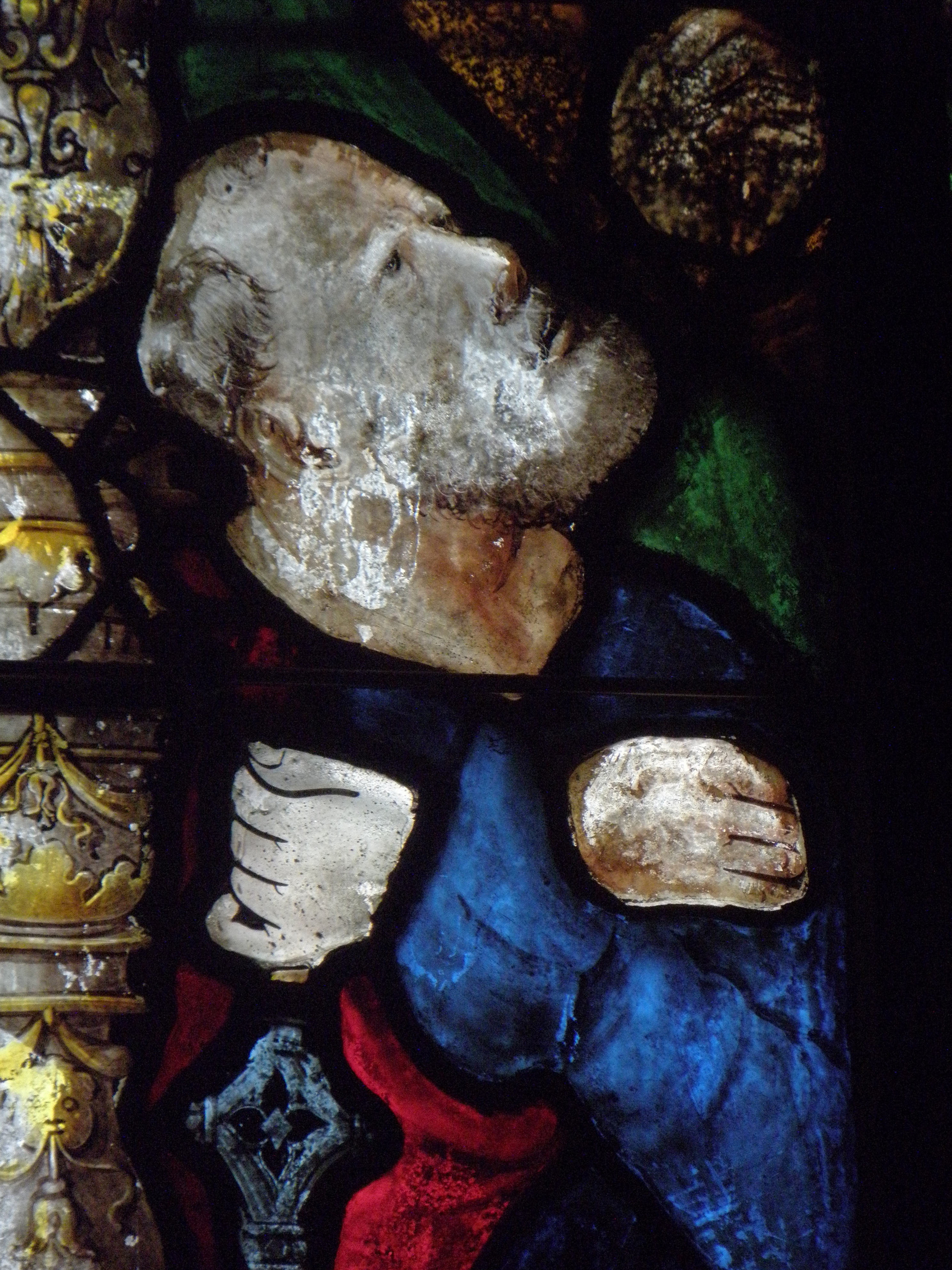
Apostel Petrus mit Schlüssel
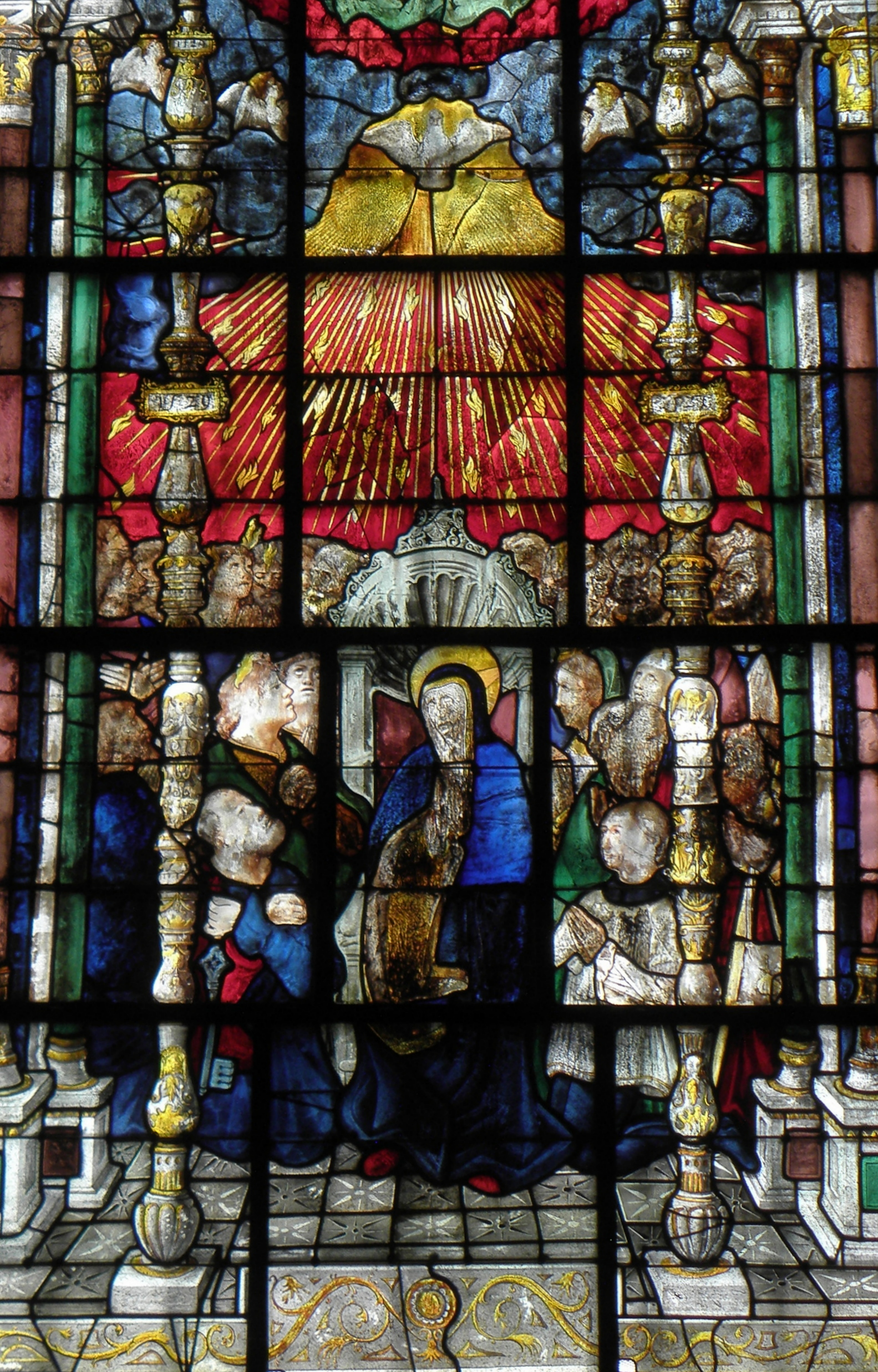
Die Aussendung des heiligen Geistes (oben)
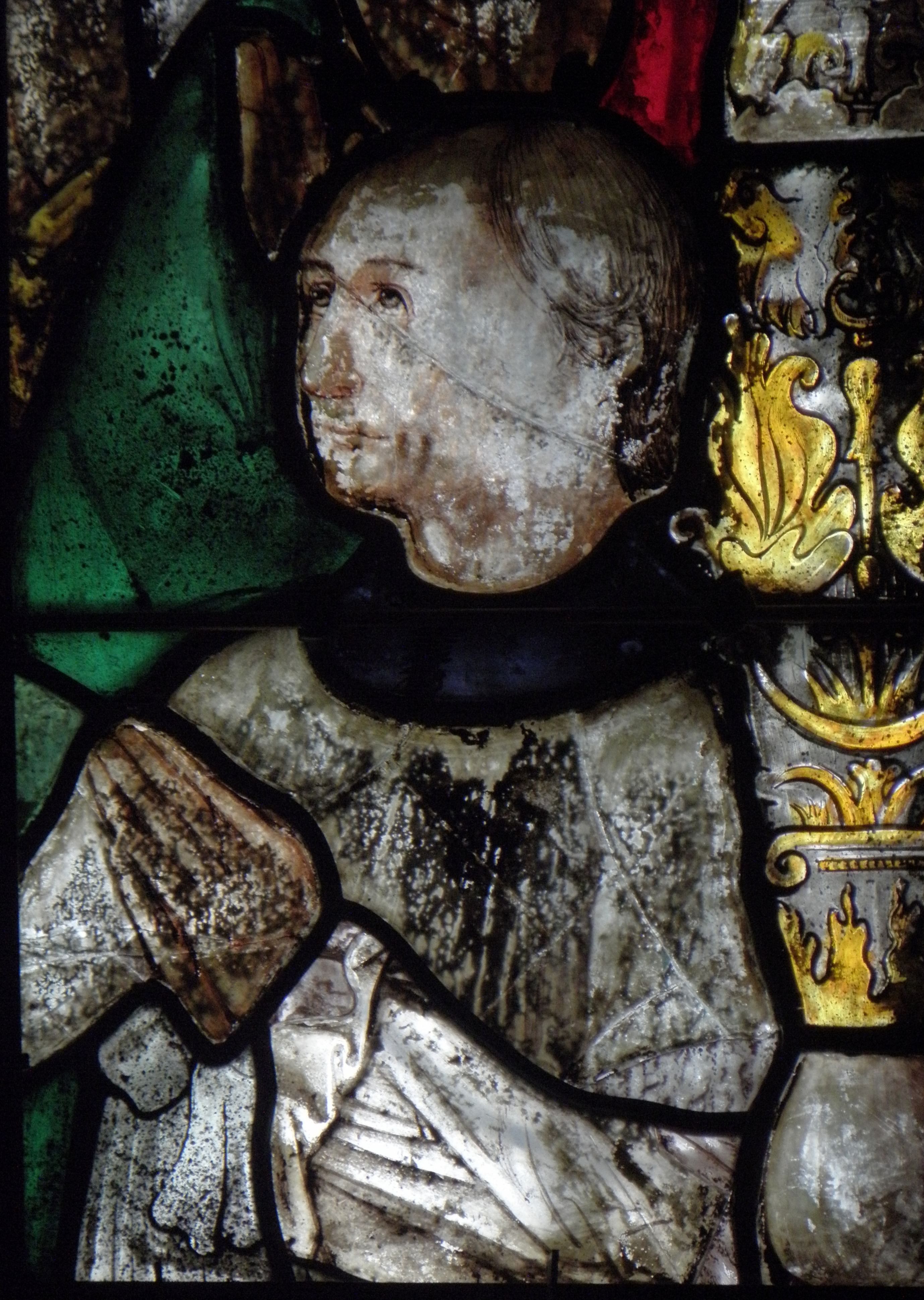
Chorherr Jean Masure